# Tour de France 2013/4. Etappe
Die 4. Etappe der Tour de France 2013 am 2. Juli war ein Mannschaftszeitfahren über 25 km, das rund um Nizza führte. Es gab eine Zwischenzeitnahme bei Kilometer 13.

## Rennverlauf
Das Weltmeister-Team von Omega Pharma-Quick-Step wurde den Erwartungen zunächst gerecht und stellte die schnellste Zwischenzeit auf. Am Ende kam die Mannschaft auf eine Zeit von 25:57 min. Mit einer Durchschnittsgeschwindigkeit von 57,8 km/h stellte sie einen neuen Geschwindigkeitsrekord bei Mannschaftszeitfahren der Tour de France auf. Das Team Saxo-Tinkoff kam am Zwischenmesspunkt auf eine Sekunde an die Omega-Pharma-Fahrer heran, zum Ende lagen sie jedoch acht Sekunden hinten und damit hinter der Sky-Mannschaft auf Platz drei.
Den Sieg fuhr jedoch die Mannschaft Orica-GreenEdge heraus, die bei der Zwischenzeit noch drei Sekunden hinter Omega Pharma lag, deren Bestmarke im Ziel jedoch um eine Sekunde unterbot. Damit sicherte sich das Team die Führung in der Mannschaftswertung, Simon Gerrans übernahm das Gelbe Trikot des Gesamtführenden von Jan Bakelants.

## Aufgaben
- Ted King (14) – Überschreitung des Zeitlimits